# Metamphiascopsis monardi
Metamphiascopsis monardi är en kräftdjursart. Metamphiascopsis monardi ingår i släktet Metamphiascopsis och familjen Diosaccidae. Inga underarter finns listade i Catalogue of Life.